# Christy Glacier
Christy Glacier är en glaciär i Antarktis. Den ligger i den centrala delen av kontinenten. Nya Zeeland gör anspråk på området. Christy Glacier ligger 1 676 meter över havet.
Terrängen runt Christy Glacier är varierad. Trakten är obefolkad. Det finns inga samhällen i närheten.